# Ashley Allanson
Ashley Gary „Ash“ Allanson (* 13. November 1986 in Kingston upon Hull) ist ein ehemaliger englischer Fußball- und Futsalspieler.

## Karriere
Allanson spielte in seinem dritten Jahr als Trainee (dt. Auszubildender) im Nachwuchsbereich von Hull City, bevor er nach einem erfolgreichen Probetraining im November 2005 zu Scunthorpe United in die Football League One wechselte. In seiner ersten Spielzeit kam der körperlich starke und ballsichere Mittelfeldakteur lediglich im November zu einem achtminütigen Kurzeinsatz in der Liga gegen den FC Brentford (Endstand 1:3). Auch in der folgenden Saison kam der variabel im Mittelfeld und als rechter Außenverteidiger einsetzbare Spieler nur zu einem Einsatz. Durch eine Knöchelverletzung in der Saisonvorbereitung gehandicapt, spielte er lediglich eine Halbzeit in der Erstrundenpartie der Football League Trophy gegen Bradford City (Endstand 2:1). Im Dezember 2006 wurde er erstmals für einen Monat an Farsley Celtic in die Conference North verliehen, ein Vorgang der sich im März wiederholte, dieses Mal bis Saisonende. Allanson qualifizierte sich mit Farsley für die Aufstiegs-Play-offs und kam im Finale gegen Hinckley United ab Mitte der zweiten Halbzeit beim 4:3-Erfolg zum Einsatz.
Sein am Saisonende auslaufender Vertrag wurde von Scunthorpe nicht verlängert und Allanson schloss sich zur Saison 2007/08 Farsley Celtic an. Für den Klub kam er insbesondere in der Frühphase der Saison zu insgesamt 20 Einsätzen in der fünftklassigen Conference National, im Januar 2008 wurde er dann an North Ferriby United verliehen und verließ mit Saisonende Farsley.
Im November 2007 wurde er als Nachrücker für Freundschaftsspiele in Georgien erstmals in die englische Futsalnationalmannschaft berufen. Einen Monat später spielte er in zwei Freundschaftsspielen gegen Griechenland. Allanson trug in der ersten Partie mit einem Tor zu einem historischen 8:7-Sieg bei, dies war nach 45 Spielen der erste Länderspielsieg der 2003 gegründeten englischen Landesauswahl. Im Januar 2008 nahm er mit dem Nationalteam zudem an einem Turnier im malaysischen Kuala Lumpur teil. Im Februar 2008 war er außerdem als Torschütze für die englische Fußball-Universitätsauswahl in einer Partie gegen die Royal Air Force erfolgreich und wurde als Reservespieler für die British University Games nominiert.
Seine fußballerische Laufbahn setzte Allanson ab 2008 im unterklassigen Non-League football bei Bridlington Town fort, dort war sein Vater Gary Allanson, früher selbst kurzzeitig Fußballprofi, Trainer. Parallel dazu studierte er an der Hull University. 2010 wurde er mit dem Klub Meister der Northern Counties East Football League, 2012 gewann er mit Bridlington durch einen 9:2-Erfolg gegen die Reserve der Hall Road Rangers den East Riding Senior Cup. 2015 wurde der Pokalerfolg durch einen 4:2-Sieg gegen Hull United wiederholt, beide Partien fanden im KC Stadium von Hull City statt. Den erneuten Pokalsieg 2016 verpasste er, wie fast die gesamte Spielrunde, verletzungsbedingt. Mitte 2013 übernahm Allanson, der die UEFA Trainer-B-Lizenz innehat, unter seinem Vater die Rolle des Spieler-Assistenztrainers bei Bridlington, nachdem er zuvor bereits acht Jahre an der Jugendakademie von Hull City als Assistenztrainer tätig war.
Im Oktober 2016 verließ er nur wenige Tage nach seinem Vater Bridlington und schloss sich den Hall Road Rangers an. Beruflich war Allanson als Sportdozent am East Riding College in Bridlington beschäftigt. 2014 erlangte er den Doktorgrad in Sportwissenschaften (Sports and Exercise Science). 2017 ging Allanson in die Vereinigten Staaten, um an der Ohio University als Dozent zu arbeiten.